# 美勇伝 三好・岡田の今夜はふたりぼっち
美勇伝 三好・岡田の今夜はふたりぼっち（びゆうでん みよし・おかだのこんやはふたりぼっち）は、毎週金曜23:00～24:00にFM PORTで放送されていたラジオ番組。
2007年4月6日放送開始、2008年6月27日放送終了。後番組は「℃-ute矢島舞美のI My Me♡まいみ〜」。2008年3月28日までは22：00～23：00に放送されていた。

## パーソナリティー
- 三好絵梨香（美勇伝）
- 岡田唯（美勇伝）

## 番組内コーナー
- 岡田のお気楽占い･･･
- オトメnaトーク
- 音楽塾
- 三好のコレは好し
- 美勇伝コロシアム(2007年4月から2008年3月まで)

※美勇伝大賞を3回獲得すると番組から「みよゆいのサイン入りFM PORTのステッカー」がプレゼント
- 美勇伝作文(2008年4月から)

※最優秀作品を1回獲得すると番組から「みよゆいのサイン入り表彰状」がプレゼント